# Datun-Vulkangruppe

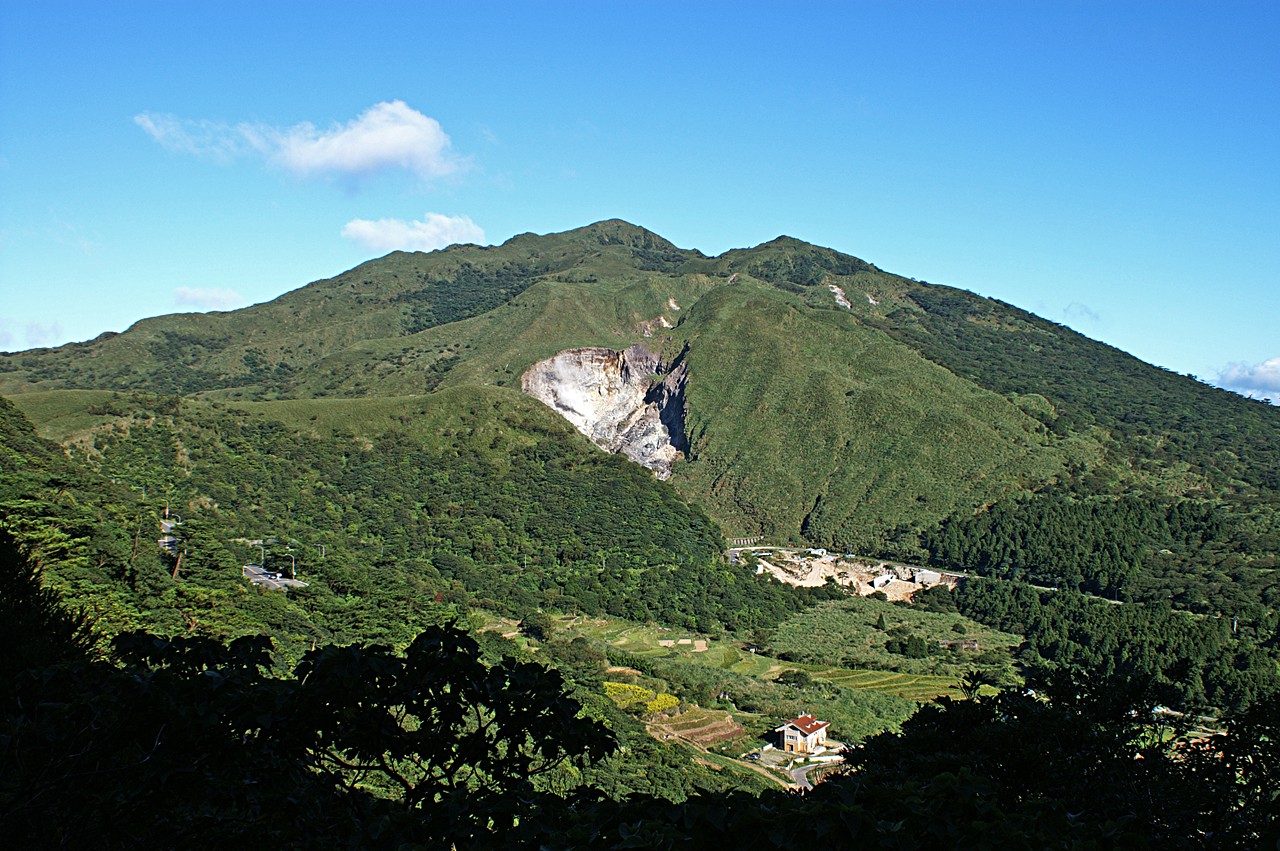
Qixing Shan (Cising Mountain)

Die Datun-Vulkangruppe oder Tatun-Vulkangruppe (chinesisch 大屯火山群, Pinyin Dàtún Huǒshān Qún, englisch Datun Volcanos Group/Tatun Volcano Group) liegt ganz im Norden von Taiwan, nur ca. 15 km vom Zentrum der Hauptstadt Taipei entfernt am nördlichen Rand des Taipei-Beckens. Sie ist nach dem ca. 1090 m hohen Vulkangebirge Datun Shan (大屯山) benannt und umfasst ca. zwanzig Schichtvulkane, wovon neben dem namensgebenden Berg der Qixing Shan (七星山) und Shamao Shan (紗帽山) die bekanntesten sind.
Das Zentrum der Vulkangruppe ist vom Kap Fugui (富貴角), Xiangtian Shan, Miantian Shan, Datun Shan, Xiaoguanyin und Qixing Shan umgeben. 
Die Berggruppe bildete sich vor 2,8 bis 0,2 Millionen Jahren als Folge episodischer vulkanischer Aktivität. Der letzte Vulkanausbruch ereignete sich im Pliozän und die Vulkangruppe wird heute als inaktiv angesehen. Im Gebiet des Vulkangebirges sind weiterhin Fumarolen und heiße Quellen zu finden, und gelegentlich werden geringe seismische Bewegungen registriert, so dass die Region weiterhin geologisch aktiv scheint.

## Vulkane
Höhenangaben nach chinabaike.com (s. Weblinks)
- Qixing Shan 七星山 1120/1190 m
- Datun Shan 大屯山 1090 m
- Shamao Shan 紗帽山 643 m
- Wuzhi Shan 五指山 768 m
- Huangju Shan 磺咀山 911 m
- Zhuzi Shan 竹子山 1103 m
- Miantian Shan 面天山 977 m
- Guanyin Shan 觀音山 612 m